# Kuiki Uhabi Suigō
Kuiki Uhabi Suigō est un jeu vidéo de mah-jong sorti en 1996 sur Nintendo 64 uniquement au Japon. Le jeu a été développé par Nihon Shogi Network et édité par Seta.